# Cerkasî
Cerkasî (în ucraineană Черкаси) este oraș regional în regiunea Cerkasî, Ucraina. Deși subordonat direct regiunii, orașul este și reședința raionului Cerkasî. 

## Istoric
Constatări arheologice arată că teritoriul orașului Cerkasî de astăzi a fost locuit de către sciți cu peste 4 000 de ani în urmă.
Orașul a fost fondat in Cherkasy Kievriket i timp. Orasul este mentionat prima data 1286. Vechiul Cherkasy menționate în vechile registre rusă și scrisori de la Crimeii khan Meñli I Giray. În timpul 1300's, și până la 1600's expuse în zona de mai multe ori de atacuri ostile. Numai de la Golden Horde apoi de la turci și de krimtatarer. Ca o apărare împotriva dușmanilor construit o träborg; Tjerkasyborgen în locul pe care azi este un monument de mare victorie a doilea război mondial. Orașul a continuat să crească în jurul castelului. Din 1400 a trăit kosacker în Tjerkasyområdet. Orasul s-au încheiat până în 1300's în Storfurste din Lituania și a rămas astfel până la 1569, atunci când Ucraina a venit cu Polish t regulă.
În timpul Polish zaporozjjekosackerna un guvern au început să fie parte a regale o kronarmén. Kosack prima hetman a fost E. Dasjkovitj, care a asistat Polonia mare și pentru care regele polonez Sigismund I (mai veche), inclusiv în zonele Cherkasy la zaporogerna. Ștefan Báthory care a vrut să se protejeze de sud a țării părți din krimtatarer Na, a donat zaporozjjekosackerna o arméorganisation. 

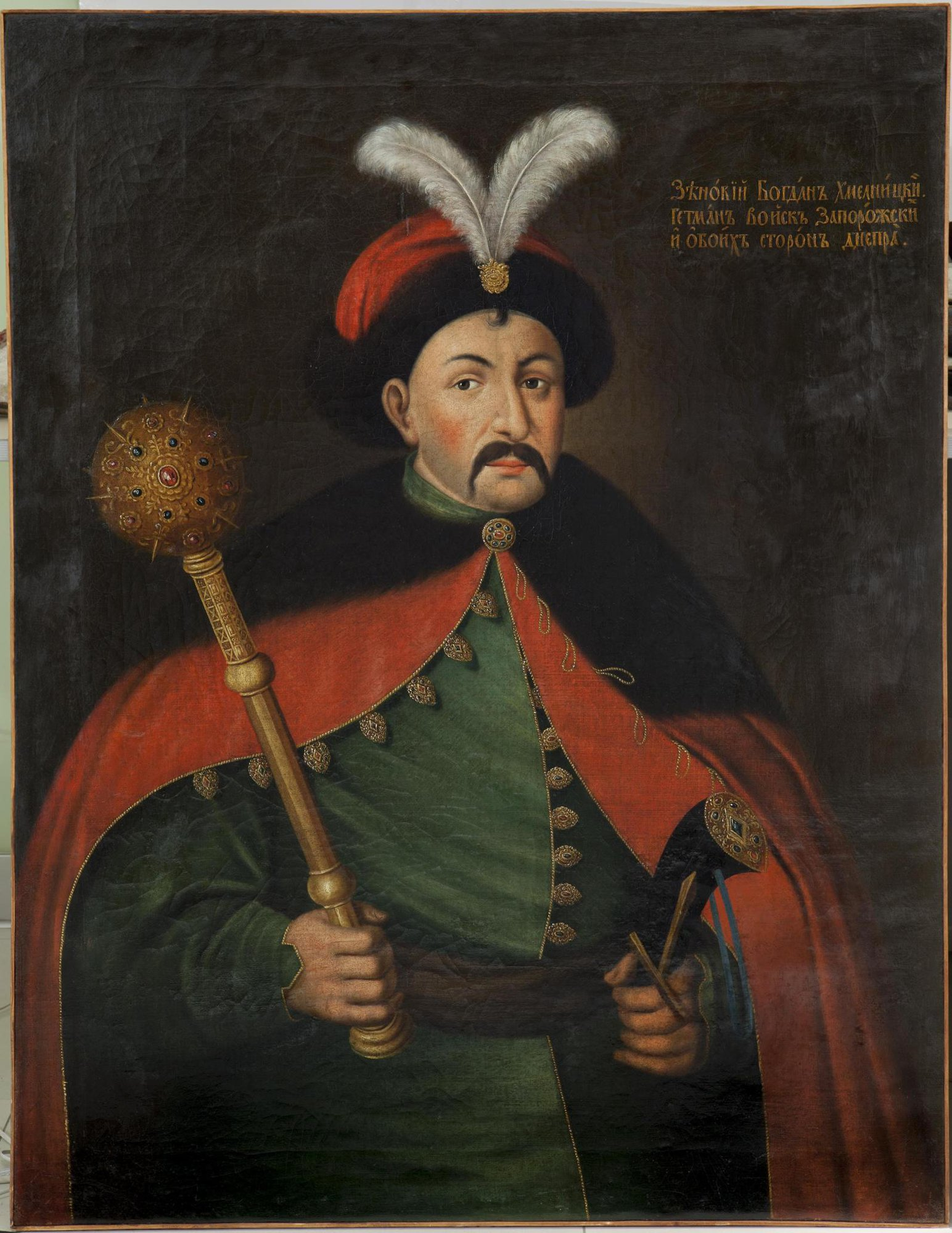
Bogdan Khmelnitsky

Din 1589 a deschis o perioadă de conflict între Rzeczpospolita și kosack s. Polack e au început să hartuiti kosackerna lor pentru atac la tătari și turcă e care la acel moment a avut de pace, cu Polonia, a introdus o uniune religioasă între catolic Și o ortodox a bisericilor. Ca rezultat, au existat multe militare a unui conflict între kosackerna și armatei poloneze, care a dus la Războiul (1648 - 1654) poloneză împotriva opresiunii .. În timpul Războiul Cherkasy a avut un rol important în apărarea de Polish forțe. O apărare națională condus de un Bogdan Khmelnitsky. El este acum statuia lui Shevchenko-bulevard. Războiul a condus la o asociere între Ucraina și Rusia și 1793 au făcut oraș cu o parte din Imperiul Rus și au primit stadsrättigheter 1795.
La nord județul a fost planificat 1826 de către arhitectul scoțian William Hastie, denumit în Rusia Vasili Ivanovici Petit Mars (Василий Иванович Гесте). [Http: / / www.jstor.org/pss/985700 ]  urban este conceput ca o grilă cu drept de străzi largi și parcurile publice. Orasul Cherkasy a fost realizat în mare parte datorită funcționării trenuri care au venit de la oraș din 1912 și steamers de operare Dnieper. Orașul a fost construit, inclusiv Ucraina, pentru prima rafinăriilor de zahăr, o fabrica de tutun și o uzină mecanică. Cherkasy a devenit una dintre cele mai importante omlastningsplatserna de arbori care au fost transportate în Dnjepr de la nord de fluviu. Disponibilitatea de pomi este motivul pentru care de multe möbelfabriker orașului.
În timpul perioadei 1922-1991 Cherkasy oficial a fost o parte din Uniunea Sovietică, dar a venit sub controlul sovietic este deja 16 (29) ianuarie 1918. În timpul războiului civil au transformat orașul într-o perioadă scurtă de timp pentru a trupelor germane și locale anti. Armata Roșie a retras orașului, în decembrie 1919. Din 1932 a fost în centrul orașului Kiev oblast. În timpul doilea război mondial la 22 august 1941 14 decembrie 1943 orasului a fost ocupat de nazityska trupe. 1943-1944 a făcut o serie de divizii germane encircled și practic distrus de două fronturi sovietice în oraș (vezi Korsun-Cherkassy Pocket). 1954 Cherkasy de capital a devenit un nou create județ ( Cherkasy oblast), cel mai tanar din judetul Ucraina), deoarece populația sa a crescut de la Quadruple. Relativă creștere a standardului de viață pentru locuitorii orașului, în timpul 1950 -, 60 - și 70e-lea. În această perioadă, construit de noi zone rezidentiale si cladiri publice. În timp ce multe instituții culturale a fost stabilit. Exemple de cladiri publice este Sovjethuset (1959) Cherkasy statie (1965), Cherkasy centralstadion (1957), Shevchenko muzica si dramateater (1964) și inomhusmarknaden (1971). În timp ce noi companii în industria chimică a fost lansat.
1954 a îinceput construcția de luni Krementjukdammen și Krementjuks hidroelectrice Krementjuk acestea au fost finalizate 1959. 
Aceasta a însemnat că, în timp ce părți ale orașului, care a fost mică și aproape de râul avut camera pentru a face loc pentru noua mama. 9 noiembrie 1965 a fost primul oras trolley. În noiembrie, 1986 au fost acordate Cherkasy "Ordinul Steagul Roșu al Muncii" după un decret de către Biroul

## Demografie
Componența lingvistică a orașului Cerkasî
     Ucraineană (79,05%)
     Rusă (18,68%)
     Alte limbi (0,23%)
Conform recensământului din 2001, majoritatea populației orașului Cerkasî era vorbitoare de ucraineană (79,05%), existând în minoritate și vorbitori de rusă (18,68%).

## Personalități născute aici
- Mihail Lidov (1926 - 1993), astronom sovietic;
- Anna Asti (n. 1990), cântăreață ruso-ucraineană;
- Artem Dovbyk (n. 1997), fotbalist ucrainean.